# 沈高镇
沈高镇，是中华人民共和国江苏省泰州市姜堰区下辖的一个乡镇级行政单位。
2021年3月11日，撤销沈高镇，其行政区域为新的溱潼镇的行政区域。

## 行政区划
沈高镇下辖以下地区：
沈高社区、官庄社区、河横村、夹河村、夏北村、沈高村、夏朱村、双星村、华杨村、冯庄村、联盟村和超幸村。